# Sindlinger Bahnstraße
Die Sindlinger Bahnstraße (vor 1928 Bahnhof- bzw. Taunusstraße) ist eine wichtige Straße im Frankfurter Stadtteil Sindlingen. Sie durchquert den Stadtteil in Nord-Süd-Richtung und ist dessen Hauptverkehrs- und Einkaufsstraße.

## Straßenverlauf
Die Straße beginnt an einem kleinen Platz im alten Sindlinger Ortskern, der frankfurterisch auch Dalles genannt wird. In ihn münden neben der Bahnstraße die Farbenstraße, Alt-Sindlingen, die Huthmacherstraße, die Hakengasse und die Westenbergerstraße.
Nach der dichten Kernbebauung folgt nach Norden hin eine gründerzeitliche Randbebauung mit angeschlossenen Hinterhöfen. Markantestes Bauwerk in diesem Abschnitt ist die neugotische Kirche der evangelischen Gemeinde Sindlingen-Süd an der Kreuzung mit der Gustavsallee. Der folgende Straßenabschnitt ist vor allem durch die frühmoderne Ferdinand-Hoffmann-Siedlung geprägt. An der S-Bahn-Station befindet sich der Richard-Weidlich-Platz, der den neuen Ortsmittelpunkt Sindlingens darstellt. Dort befinden sich neben dem S-Bahnhaltepunkt kleine Geschäfte, Gastronomie und das Bürgerhaus. Die Wohnhäuser, die sich am Straßenrand befinden, sind größtenteils zweigeschossige Gebäude mit kleinen Vorgärten in einem neu-klassizistischen, mediterranen Baustil. Sie folgen dem Modell der Gartenstadtbewegung der 1920er Jahre und stehen heute unter Denkmalschutz.

## Geschichte
1839 wurde mit der Taunus-Eisenbahn eine Verbindung zwischen der Stadt Höchst und Mainz-Kastel hergestellt. Diese Verbindung verlief auch durch den nördlichen Teil der Gemarkung Sindlingens. 1893 erhielt die damals noch unabhängige Gemeinde dann einen Haltepunkt auf dieser Strecke. Zu dieser Zeit existierte bereits eine Straße, die am Haltepunkt die Taunus-Eisenbahn kreuzte und weiter ins nördlich gelegene Zeilsheim und nach Süden an die Mainzer Landstraße (heutige Farbenstraße) führte. Eine weitere Eisenbahnstrecke wurde 1877 am nördlichen Ende der heutigen Sindlinger Bahnstraße eröffnet, die Main-Lahn-Bahn.
Die Bebauung der Straße begann erst im 20. Jahrhundert im südlichen Teilabschnitt. 1907 entstand das erste Gotteshaus der evangelischen Kirchengemeinde im ursprünglich katholischen Sindlingen. In den folgenden Jahren entstand im Umfeld die so genannte Villenkolonie für führende Mitarbeiter der Farbwerke Hoechst.
Ab den 1920er Jahren wurde im nördlichen Teil der Straße mit dem Bau der Siedlung Höchst-West (heute Teil der Ferdinand-Hofmann-Siedlung) begonnen. Als Höchst 1928 nach Frankfurt eingemeindet wurde, kam die Straße, um Verwechselungen auszuschließen, zu ihren heute gültigen Namen. Davor hieß der Abschnitt südlich des Bahnhofs Bahnhofstraße und der nördliche Abschnitt Taunusstraße. 1954 wurde als Ersatz der Farbenstraße, die durch das Werksgelände der Hoechst AG führte, die Hoechster-Farben-Straße gebaut, die das Werk nunmehr nördlich umfährt. An der Kreuzung mit der Bahnstraße wurde ein Kreisel eingerichtet, der im Laufe der Zeit mehrmals umgebaut wurde und heute eine sehr komplizierte Verkehrsführung aufweist. 1963 entstand am Sindlinger Bahnhof das Haus Sindlingen, das erste Bürgerhaus der Stadt Frankfurt. In den 1970ern wurde dieses Haus von Frankfurter Justizbehörden genutzt. 1973 bis 1974 fanden dort Prozesse gegen die Baader-Meinhof-Gruppe statt. Infolge der großen Verkehrsbelastung wurde die Sindlinger Bahnstraße bis 1980 im Bereich der S-Bahn-Station zur Unterführung umgebaut.
An Heiligabend 1996 wurde die Evangelische Kirche Schauplatz eines Selbstmordattentats durch eine psychisch kranke Frau, das noch zwei weiteren Menschen das Leben kostete. Die Kirche konnte jedoch ein Jahr später wieder eröffnet werden.

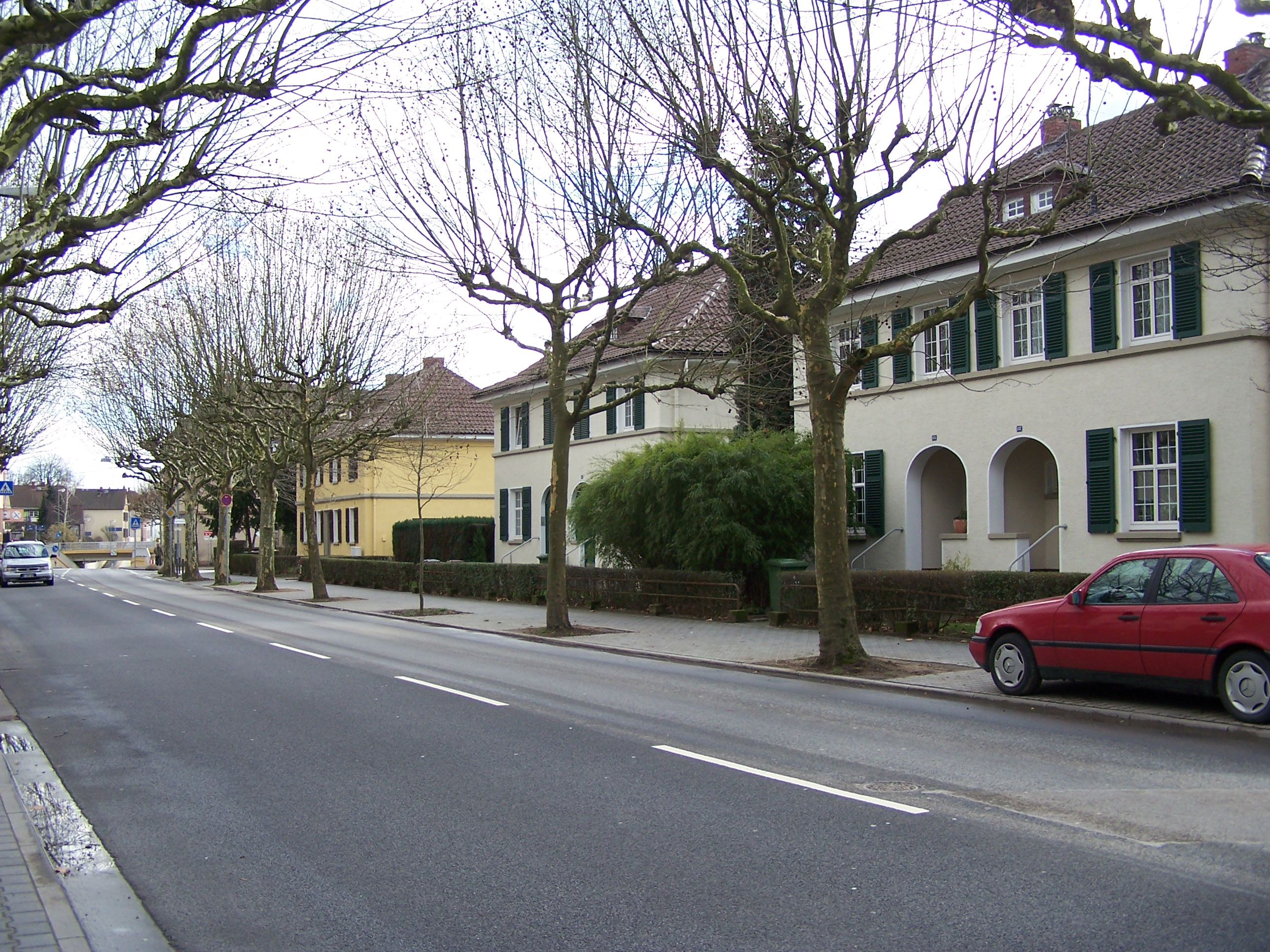
Sindlinger Bahnstraße in der Ferdinand-Hofmann-Siedlung

## Verkehr
Die Straße verdankt ihre Bedeutung hauptsächlich dem Eisenbahnverkehr. Sie ist trotz ihrer geringen Länge eine von wenigen Frankfurter Straßen, an der zwei S-Bahn-Stationen liegen. Der ältere, südliche S-Bahnhaltepunkt stammt noch aus dem 19. Jahrhundert und wird von der Linie S1 (Wiesbaden – Rödermark) bedient, während der nördliche erst Ende 2006 fertiggestellt wurde und durch die Linie S2 (Niedernhausen – Dietzenbach) erreicht wird.
Ein weiterer Verkehrsschwerpunkt ist der Omnibusverkehr. Auf der Sindlinger Bahnstraße verkehren die Stadtbuslinie M55 (Rödelheim Bahnhof – Sindlingen Friedhof) und ab dem Sindlinger Kreisel auch die Linie 54 (Griesheim Bahnhof – Sindlingen Friedhof).
Die Straße wird außerdem stark vom Individualverkehr genutzt. Vom Kreisel Richtung Süden ist sie Teil der hessischen Landesstraße L3006.